# Beirut (zespół muzyczny)
Beirut – zespół muzyczny założony przez Zacha Condona w 2006 roku, grający muzykę folkową i indierockową.

## Historia zespołu

### Przed założeniem zespołu
Zach Condon, urodzony w 1986 roku w Santa Fe, uczęszczał do Santa Fe High School, jednak w wieku 16 lat porzucił naukę w szkole, by ruszyć w podróż po Europie, gdzie odkrył bałkańską muzykę, w szczególności orkiestrę Bobana Markovicia i Gorana Bregovicia.
W wieku 15 lat pod nazwą Realpeople stworzył elektroniczne nagranie lo-fi, pt. The Joys of Losing Weight, świadomie nawiązując do twórczości The Magnetic Fields. W wieku 16 lat nagrał kompletną płytę doo-wop zainspirowaną przez grupę Frankie Lymon & the Teenagers. Zach wydał także (jako 1971) EP-kę zatytułowaną Small Time American Bats, na której znalazły się trzy utwory. Minialbum został nagrany w latach 2001–2002 i nigdy nie został oficjalnie wydany.

### Działalność zespołu

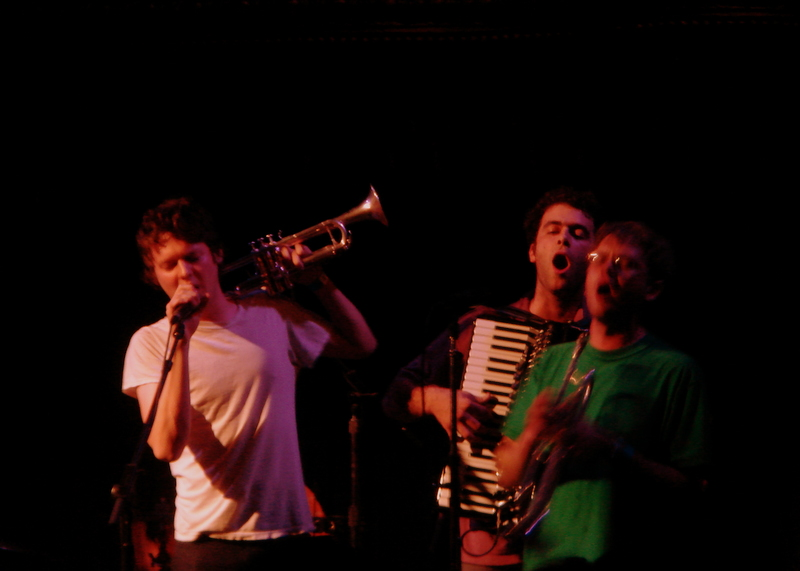
Beirut podczas koncertu w San Francisco, październik 2006

Pierwsze oficjalne wydawnictwo sygnowane nazwą Beirut powstało przy udziale Jeremiego Barnesa oraz Heather Trost, była to kombinacja folku i stylów charakterystycznych dla Europy Wschodniej. W 2006 roku zespół wydał płytę studyjną zatytułowaną Gulag Orkestar. Beirut wydał także pojedyncze piosenki: trzy dostępne na Pompeii EP, jedną przy udziale Calexico i jedną na składance dla magazynu The Believer. Pierwszy oficjalny teledysk zespołu powstał w 2007 roku do piosenki „Elephant Gun”, a drugi – do utworu „Postcards from Italy”. Za reżyserię obu odpowiadała Alma Harel. Od stycznia do czerwca ukazały się trzy minialbumy zespołu: Lon Gisland (materiał znalazł się też na reedycji płyty pt. Gulag Orkestar), Pompeii i Elephant Gun. Pod koniec sierpnia do sieci wyciekła druga długogrająca płyta studyjna zespołu Beirut zatytułowana The Flying Club Cup, której oficjalna premiera odbyła się 9 października 2007 roku.
16 lutego 2009 roku ukazała się kolejna EP-ka zespołu zatytułowana March of the Zapotec/Holland, która kilkanaście dni wcześniej ukazała się nieoficjalnie w sprzedaży w serwisie iTunes. Pod koniec sierpnia 2011 roku formacja wydała trzeci album studyjny pt. The Rip Tide. 11 września 2015 roku premierę miał czwarty krążek długogrający Beirut zatytułowany No No No.

## Skład zespołu

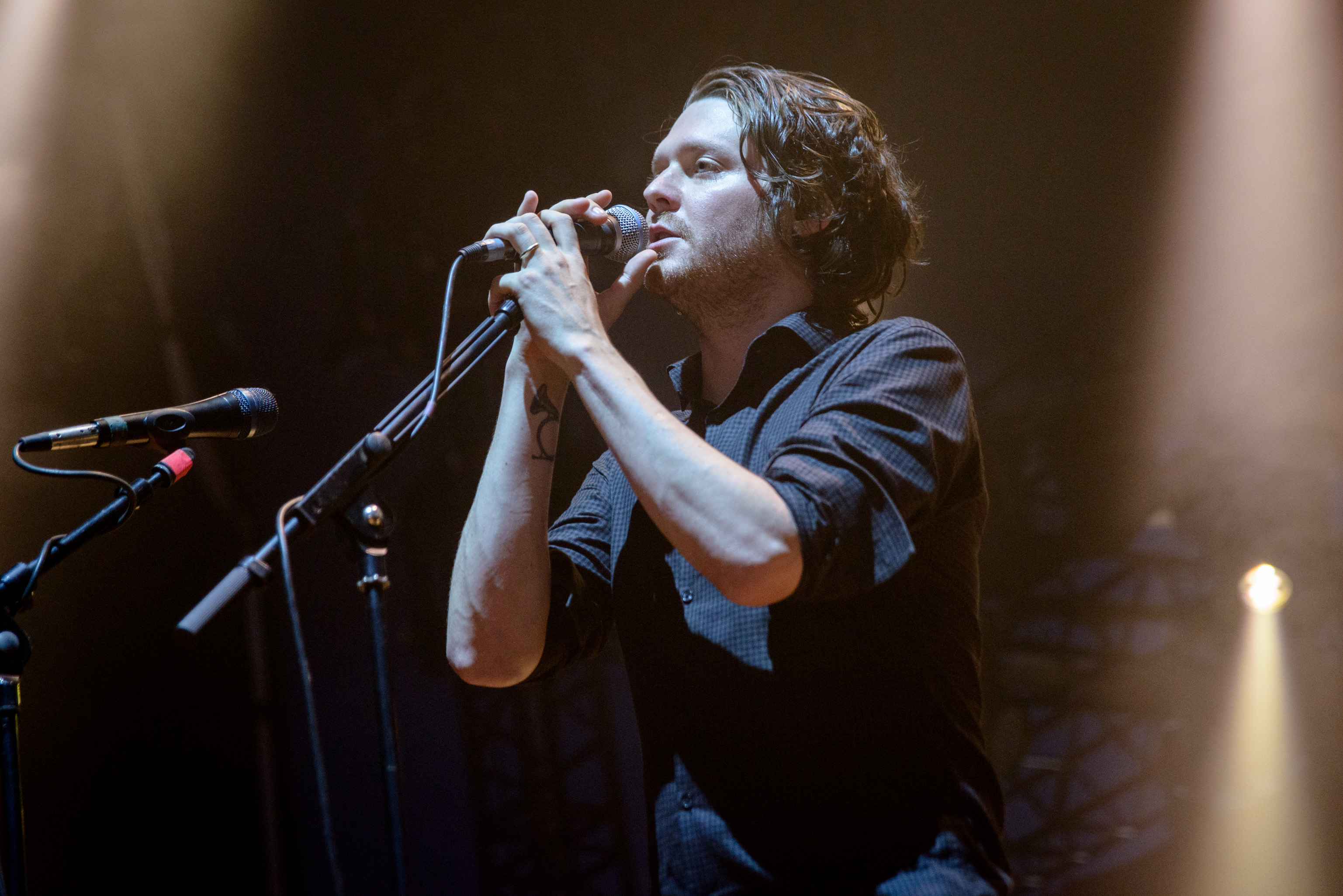
Zach Condon podczas koncertu w Monachium, lipiec 2016

### Obecni członkowie
- Zach Condon – ukulele, skrzydłówka, trąbka[2]
- Nick Petree – perkusja
- Paul Collins – instrumenty klawiszowe, tamburyn
- Kyle Resnick – trąbka
- Ben Lanz – puzon, suzafon, dzwonki
- Aaron Arntz – fortepian, instrumenty klawiszowe

### Byli członkowie
- Heather Trost – skrzypce, altówka
- Perrin Cloutier – wiolonczela i akordeon
- Jason Poranski – gitara, mandolina, ukulele
- Kristin Ferebee – skrzypce
- Jon Natchez – saksofon barytonowy, mandolina, dzwonki
- Kelly Prat – trąbka
- Tracy Pratt – trąbka, eufonium, skrzydłówka
- Greg Paulus – trąbka
- Jared van Fleet – fortepian
- Jeremy Barnes

## Dyskografia

### Albumy studyjne
- Gulag Orkestar (2006)
- The Flying Club Cup (2007)
- The Rip Tide (2011)
- No No No (2015)
- Gallipoli (2019)

### Minialbumy (EP)
- Lon Gisland (2007)
- Pompeii EP (2007)
- Elephant Gun EP (2007)
- March of the Zapotec/Holland EP (2009)

### Albumy koncertowe (DVD)
- Cheap Magic Inside (2007)
- Beirut: Live at the Music Hall of Williamsburg (2009)

### Single
| Rok  | Tytuł                  | Pozycja na Liście |
| Rok  | Tytuł                  | LP3               |
| ---- | ---------------------- | ----------------- |
| 2007 | „Postcards from Italy” | 4                 |
| 2007 | „Nantes”               | 8                 |
| 2008 | „Cliquot”              | 12                |
| 2009 | „The Concubine”        | 15                |
| 2009 | „La Llorona”           | 41                |
| 2011 | „East Harlem”          | 15                |
| 2011 | „Santa Fe”             | 27                |
| 2015 | „No No No”             | 33                |
| 2015 | „Gibraltar”            | 39                |